# 福格尔韦
福格尔韦（德語：Vogelweh）是德国莱茵兰-普法尔茨州凯撒斯劳滕市西部的市辖区。 
居民中大部分是美国公民，他们住在Housing Area — 美军士兵及亲属的居民区。福格尔韦的Housing Area始建于20世纪50年代美国在凯撒斯劳滕及周边地区驻军之时，是凯撒斯劳滕军事社区（KMC）的一部分。 